# Hettenshausen
Hettenshausen är en kommun och ort i Landkreis Pfaffenhofen an der Ilm i Regierungsbezirk Oberbayern i förbundslandet Bayern i Tyskland.
Kommunen ingår i kommunalförbundet Ilmmünster tillsammans med kommunen Ilmmünster.